# ماهالاکوتووا
ماهالاکوتووا (به لاتین: Mahalakotuwa) یک منطقهٔ مسکونی در سری‌لانکا است که در استان مرکزی (سری‌لانکا) واقع شده‌است.